# Lasse Strandberg
Lasse Strandberg (født 20. juli 1986 i Hadsund) er en dansk fodboldspiller. 

## Tidligere klubber
- Hadsund Boldklub
- Randers FC
- AaB
- Blokhus FC